# 高在清
高 在清（コ・ジェチョン、朝鮮語: 고재청、1928年4月15日 - 2014年2月27日）は、大韓民国の政治家。第9・10・11・12代大韓民国国会議員。本貫は長興高氏。
元大法院裁判官の高在鎬は兄。

## 経歴
高敬命の子孫として、全羅南道の潭陽郡に生まれた。光州第一高等学校を卒業した後、ソウル大学校商学部に進学し、1973年の第9代総選挙で初当選、そこから4期にわたって国会議員を務めた。また、国会憲法改正審議特別委員会委員や、韓仏・韓豪医員親善協会会長、韓日議員親善協会副会長などを務めた。1980年に国家保衛立法会議委員に選出された。
2014年2月27日、老衰のため86歳で亡くなった。

## 略歴
- 潭陽昌平国民学校卒業
- 光州西中学校卒業
- 光州第一高等学校卒業
- ソウル大学校経済学科卒業
- 1973年~1981年:第9・10代国会議員（新民党）
- 新民党政策委副議長，スポークスマン，政務委員，人権擁護委員長
- 1981年~1988年:第11・12代国会議員（民主韓国党）
- 民主韓国党の党務委員、院内総務
- 大韓民国第11代国会副議長
- 統一民主党政務委員
- 平和民主党党務委員
- 国会憲法改正審議特別委員会委員
- 韓仏・韓豪医員親善協会会長
- 韓日議員親善協会副会長、顧問
- 大韓民国憲政会チーフ副会長